# Copa dos Campeões da CONMEBOL–UEFA de 2025
A Copa dos Campeões CONMEBOL–UEFA de 2025, ou Finalíssima de 2025, será a 4.ª edição da Copa dos Campeões CONMEBOL-UEFA, uma partida competitiva oficial de futebol entre a vencedora da UEFA Euro 2024, Espanha, e a vencedora da Copa América de 2024, Argentina. A Argentina é a atual campeã do torneio. A data e a sede da partida serão definidas em breve. 

## Participantes
| Equipe    | Confederação | Qualificação                       |
| --------- | ------------ | ---------------------------------- |
| Argentina | CONMEBOL     | Vencedores da Copa América de 2024 |
| Espanha   | UEFA         | Vencedores da Eurocopa de 2024     |